# Faculdades do Centro do Paraná
Faculdades do Centro do Paraná (UCP) é uma instituição de ensino superior  particular brasileira, com sedes em Pitanga e em Ivaiporã, no estado do Paraná e que ministra cursos de graduação e pós-graduação latu senso. A Faculdade foi criada em 2002.